# Портковл
Портко́л (англ. Porthcawl) — місто на півдні Уельсу, в області Брідженд.
Населення міста становить 15 640 осіб (2001).